# Eleição para governador de Nova Jersey em 2009
A eleição para governador do estado americano de Nova Jersey em 2009 aconteceu no dia 3 de novembro de 2009. O Governador democrata Jon Corzine estava correndo para um segundo mandato e foi derrotado pelo republicano Chris Christie Christopher Independente e outros nove, além de vários candidatos de menor expressão. Christie ganhou as eleições, com cerca de 48,5 por cento dos votos, para 44,9 por cento para Corzine e 5,8 por cento para Daggett. Christie ganhou com maior margem desde 1969. Christie Christopher assumiu o cargo em 19 de janeiro de 2010.
Esta foi a primeira eleição para preencher o cargo recém criado de vice-governador. Os candidatos a governador e vice-governador foram unidos como uma única opção.